# Leccinellum rugosiceps
A Leccinellum rugosiceps é uma espécie de fungo boleto da família Boletaceae. É encontrada na Ásia, América do Norte, América Central e América do Sul, onde cresce em uma associação ectomicorrízica com o carvalho. Os basidiomas têm píleos convexos amarelados de até 15 cm de diâmetro. Com o amadurecimento, a superfície do píleo fica rugosa, muitas vezes revelando rachaduras brancas. O estipe tem até 10 cm de comprimento e 3 cm de largura, com crostas marrons em uma superfície amarelada subjacente. Tem carne firme que, quando ferida, se mancha inicialmente de rosado a avermelhado e depois de acinzentado ou enegrecido. A superfície dos poros na parte inferior do píleo é amarelada. Os cogumelos são comestíveis, embora as opiniões variem quanto à sua conveniência.

## Taxonomia
A espécie foi descrita cientificamente pela primeira vez em 1904 pelo micologista americano Charles Horton Peck como Boletus rugosiceps. O holótipo foi coletado nos bosques de Port Jefferson, Nova York. Rolf Singer transferiu-a para Leccinum [en] em 1945. Os sinônimos incluem Krombholzia rugosiceps, publicado por Rolf Singer em 1942, e Krombholziella rugosiceps, publicado por Josef Šutara em 1982. Krombholzia e Krombholziella são gêneros obsoletos que foram incluídos em Leccinum.
A Leccinellum rugosiceps é classificada em um grupo de espécies que se associam com carvalho e carpino. Outras espécies desse grupo incluem L. albellum e L. pseudoscabrum.
O epíteto específico rugosiceps, que é derivado do latim para "áspero" e "cabeça", refere-se a seu píleo rugoso. É comumente conhecida como "leccinum rugoso".

## Descrição
O píleo convexo mede de 5 a 15 cm de largura. Sua cor é amarelo-alaranjada, envelhecendo para amarelo-marrom. A margem do píleo tem uma aba estreita de tecido estéril. A superfície do píleo é seca e fica rugosa na maturidade. Com o passar do tempo, ela costuma apresentar rachaduras, e a carne esbranquiçada por baixo aparece. O píleo tende a sofrer mudanças significativas de cor ao longo de seu desenvolvimento - primeiro amarelo brilhante, depois marrom escuro e, finalmente, bronzeado pálido - o que pode dificultar sua identificação no campo. A carne é branca a amarela pálida e mancha de avermelhado a bordô quando cortada ou machucada. Essa coloração é mais proeminente na junção do píleo com o estipe. A exposição posterior ao longo de 20 a 60 minutos faz com que a carne se torne acinzentada a enegrecida. A carne não tem sabor ou odor característicos. A superfície dos poros é inicialmente amarelo opaco e, as vezes, envelhece para marrom-oliva sujo. Ao contrário de muitos outros boletos, ela não fica azul quando ferida, embora possa ter manchas naturais verde-azuladas. Os poros são circulares, medindo menos de 1 mm de diâmetro, enquanto os tubos se estendem de 8 a 14 mm de profundidade. O estipe mede de 3 a 10 cm de comprimento por 1 a 3 cm de espessura. Sua espessura é aproximadamente igual em todo o comprimento ou afilada do topo à base. Sua cor é amarelo-claro a marrom sob as crostas marrom-claro que escurecem com a idade.

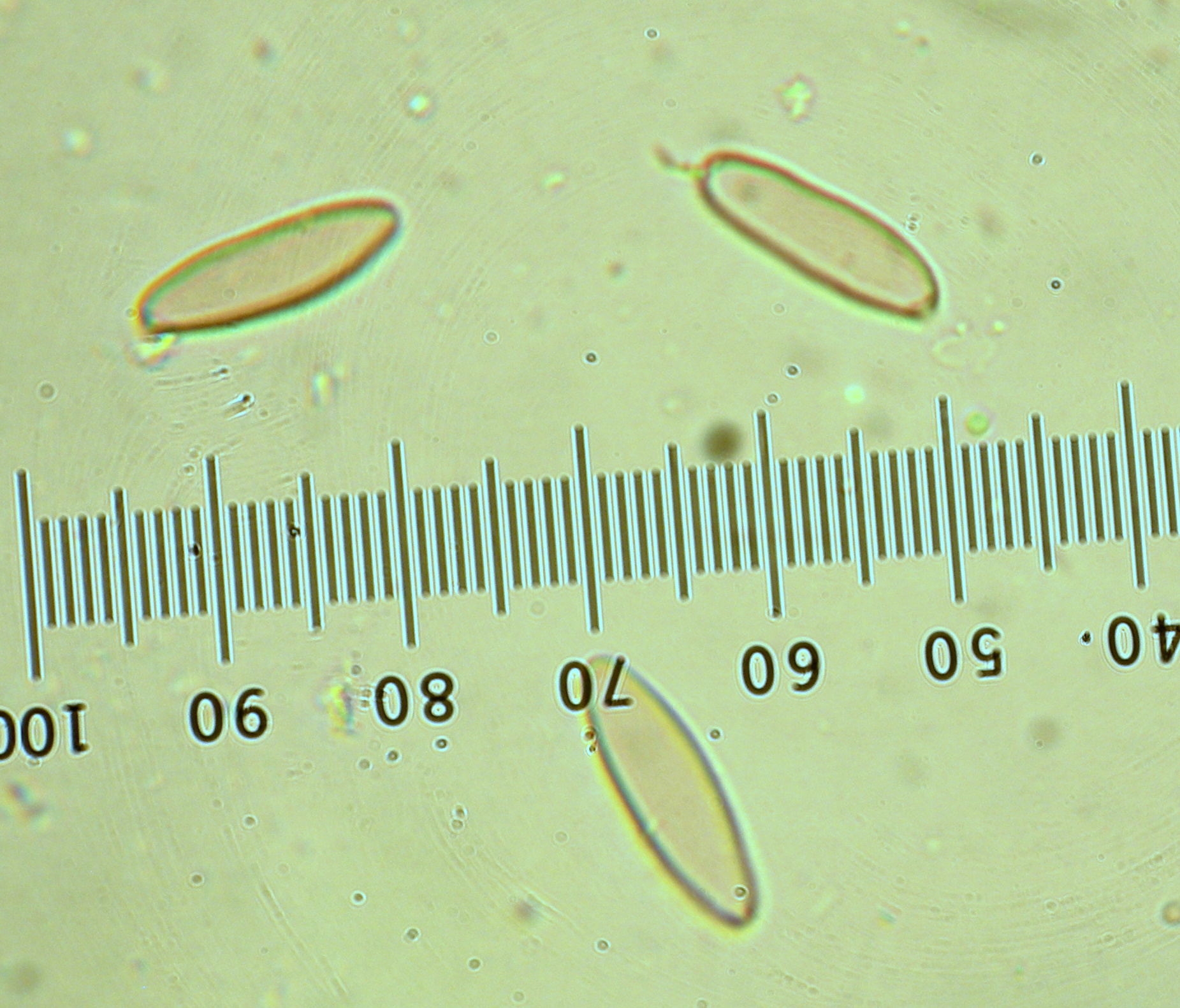
Os esporos são lisos e em forma de fuso.

A cor da esporada varia de marrom a marrom-oliva. Os esporos têm formato fusiforme, medindo de 15 a 19 μm de comprimento por 5 a 6 μm. Eles têm uma superfície lisa e são não-amiloides (não se coram com o reagente de Melzer). A carne do píleo é bilateral (orientação das hifas é do centro para a periferia) e não-amiloide. Os cistídios nos poros estão presentes como pleurocídios e queilocistídios notáveis. A pileipellis está presente como uma camada himeniforme (construída como o himénio). As fíbulas estão ausentes.
Vários testes químicos podem ser usados para ajudar a identificação da L. rugosiceps. Uma gota de solução de hidróxido de amônio torna a pileipellis avermelhada ou não reativa, e a carne fica amarela ou não reage. Uma gota de hidróxido de potássio (KOH) diluído torna a pileipellis vermelha e a carne amarelada a alaranjada. A aplicação de solução de sulfato de ferro (II) produz uma cor cinza na pileipellis e uma cor cinza-esverdeada a oliva na carne.

### Espécies semelhantes

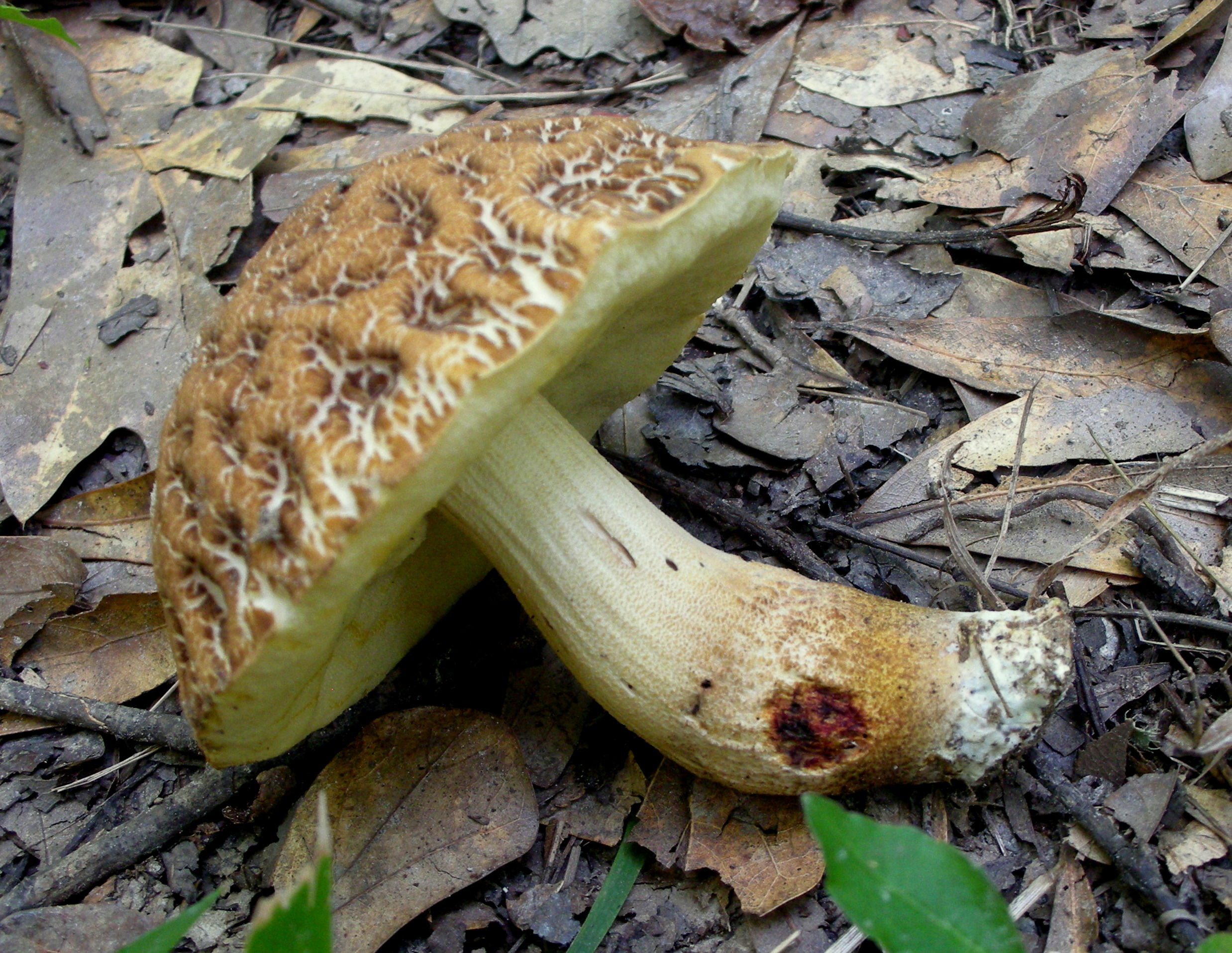
Leccinellum crocipodium é semelhante.

O boleto da Costa Rica Leccinum neotropicalis é uma espécie intimamente associada; distingue-se da L. rugosiceps por sua cor marrom-escura a marrom-avermelhada escura e carne que não mancha com ferimentos. A L. viscosum, encontrada em Belize, apresenta semelhança no píleo e na pigmentação da crosta no estipe; e mudanças de cor semelhantes em resposta a ferimentos na carne do píleo e no ápice do estipe; ao contrário da L. rugosiceps, no entanto, ela mancha na base do estipe e o píleo é pegajoso em vez de seco.
A L. crocipodium é um espécie semelhante difícil de distinguir da L. rugosiceps. Ela geralmente tem um píleo mais escuro, crostas mais claras e esporos um pouco mais largos, embora essas características sejam variáveis. Em sua descrição original da espécie, Charles Peck observou que a L. rugosiceps crescia com o Hemileccinum rubropunctum, "do qual é facilmente separado por seu píleo seco, tubos menores e estipe mais robusto".

## Comestibilidade
Uma espécie comestível, os cogumelos Leccinellum rugosiceps foram descritos tanto como "ótimos", quanto "de má qualidade". É dito que têm sabor de nozes e textura firme; os espécimes mais velhos são menos firmes, mas mantêm o sabor. A secagem dos cogumelos melhora o sabor. O estipe tende a abrigar larvas de insetos e deve ser limpo antes do consumo. O álcool açucarado manitol está presente nos cogumelos.

## Habitat e distribuição

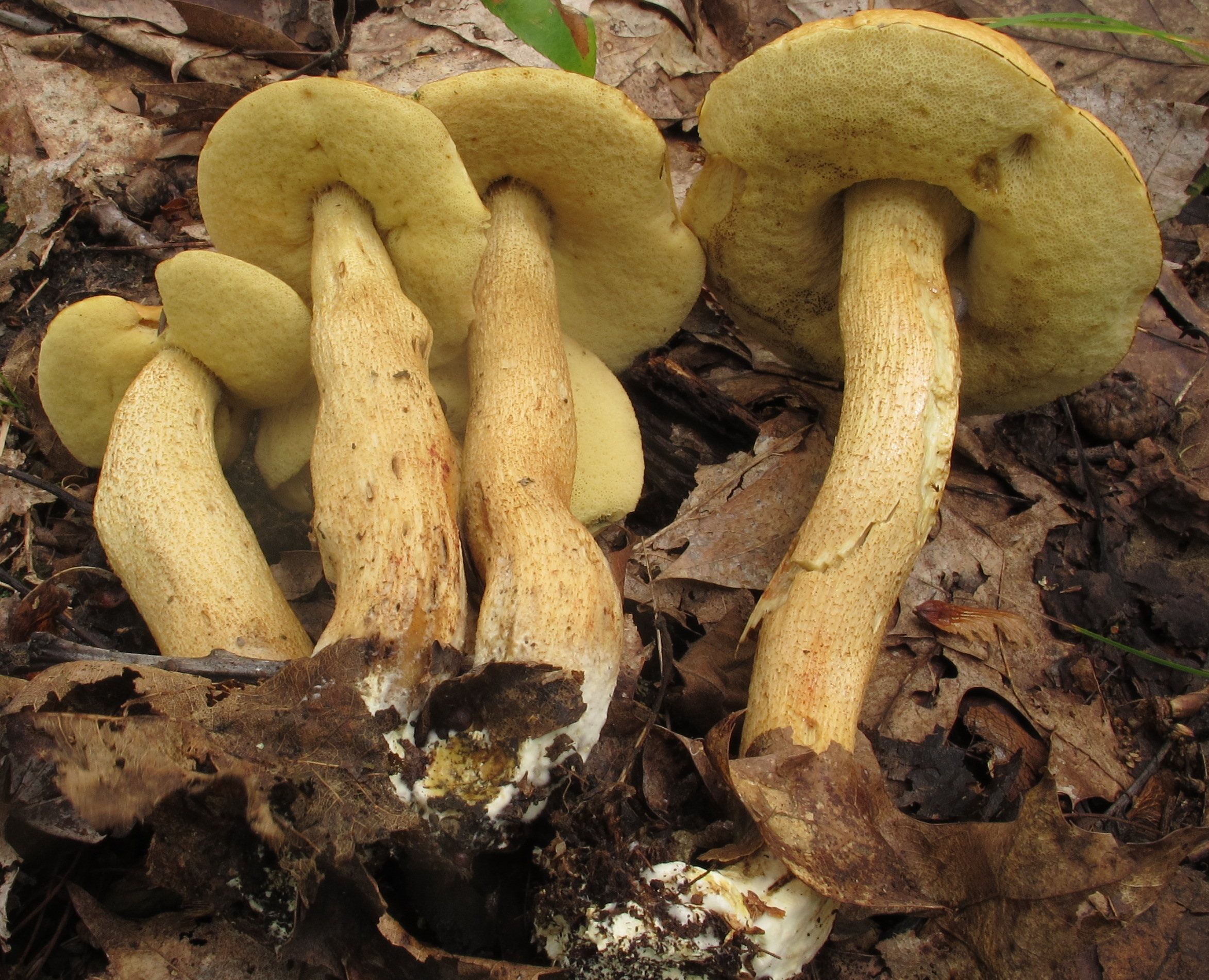
Uma coleção de cogumelos L. rugosiceps.

O Leccinellum rugosiceps é um fungo ectomicorrízico que se associa ao carvalho. No leste da América do Norte, o carvalho Quercus palustris é um hospedeiro frequente. O cogumelo frutifica individualmente ou em grupos em florestas, gramados sombreados, e é frequentemente encontrado em áreas perturbadas pela atividade humana, como trilhas e áreas de piquenique. A frutificação ocorre normalmente de julho a setembro. Um estudo chinês que avaliou as concentrações de metais pesados em boletos, constatou que nos cogumelos de L. rugosiceps os níveis de cádmio, zinco, cobre e mercúrio excediam os padrões nacionais de segurança para fungos comestíveis.
O cogumelo é encontrado do leste do Canadá, e ao sul até a Flórida e o Mississippi, a oeste até Michigan, nos Estados Unidos. A distribuição ainda se estende mais ao sul para o México, Costa Rica e Colômbia. É um dos vários boletos que têm uma variação clinal de norte a sul. Na Ásia, a espécie foi relatada na Índia, Coreia, China e Taiwan. Os espécimes de Taiwan tendem a ter esporos um pouco menores (10 a 16 por 4 a 5 μm) do que os da China continental ou da América.

## Links externos
- Imagens em Mushroom Observer